# سليمان الثاني
السلطان سليمان الثاني بن إبراهيم الأول بن أحمد الأول بن محمد الثالث بن مراد الثالث بن سليم الثاني بن سليمان القانوني بن سليم الأول بن بايزيد الثاني بن محمد الفاتح بن مراد الثاني بن محمد الأول جلبي بن بايزيد الأول بن مراد الأول بن أورخان غازي بن عثمان بن أرطغرل وعاش (15 أبريل 1642 / 1052هـ - 23/22 يونيو 1691 / 1102هـ) وتولى الحكم (8 نوفمبر 1687 - 22 يونيو 1691), سلطان الدولة العثمانية الثاني والعشرين وهو شقيق كلٍّ من السلطان محمد الرابع والسلطان أحمد الثاني وأعمامة كلا من السلطان عثمان الثاني والسلطان مراد الرابع، وخلفه شقيقه السلطان أحمد الثاني.
تولى الحكم بعد أخيه محمد الرابع عام 1099 هـ وكان عمره يزيد على 44 سنة.

## أسرته

### زوجاته
- خديجة قادين - Hatice Kadın
- بيهزاد قادين - Behzad Kadın
- إيواز قادين - İvaz Kadın
- سوغلون قادين - Süğlün Kadın
- شيهسوار قادين - Şehsuvar Kadın
- زينب قادين - Zeyneb Kadın

## حياته قبل السلطنة
كان سليمان الابن الثاني للسلطان إبراهيم وكانت أمه صالحة دل آشوب سلطان أكثر زوجات إبراهيم المفضلات. وبعد خلع السلطان إبراهيم وقتله تولى محمد الرابع الحكم وهو لايزال صغيراً. ونتيجة الخلاف بين جدتهما السلطانة كوسم وبين والدة محمد ترخان خديجة سلطان فقد سعت السلطانة كوسم إلى قتل محمد الرابع وإستبداله بأخيه سليمان لعلمها بارتباط أمه بها. إلا أن المحاولة كشفت قبل أن تتم وعلى أثرها أقدمت ترخان سلطان على تنظيم قتل السلطانة كوسم بالإعدام شنقا.
أثرت هذه الحادثة على السلطان محمد وجعلته يأمر بإبقاء إخوته «سليمان وأحمد» في القفص، وهي غرفة مميزة في الحرملك السلطاني يقيم فيها الأمراء ويمنعون من الخروج. إنشغل سليمان طوال عمره فيها بالخط وحصل على إجازة فيه من «طوقاتلى أحمد أفندي».

## سلطنته
نتيجة الهزائم العثمانية المتوالية على يد النمسا ثار الناس والجنود على شقيقه محمد الرابع وعزلوه. وكان من المفترض أن يرتقي العرش إبنه مصطفى الثاني، لكن سعى الوزير الكوبريللي فاضل مصطفى باشا إلى تعيين سليمان بدلاً منه انتقاماً من السلطان محمد الرابع لإبعاده عن السلطة وإعدامه لزوج شقيقته قرة مصطفى باشا. فنصب رجال الدولة سليمان سلطاناً جديداً.
كان السلطان سليمان شخصاً طيباً ولم يكن لديه السمات القيادية التي تميز بها سلاطين الدولة العثمانية الأوائل ويرجع ذلك لطول حبسه في القفص. الجنود الثائرون قاموا بقتل الصدر الأعظم سياوش باشا وطالبوا السلطان بعطية الجلوس «وهي العادة في الحصول على قدر معلوم من الأموال من الخزانة السلطانية عند تولى سلطان جديد للعرش» رغم حالة الخسائر التي تلقتها الدولة بسبب تقاعسهم. تقدم النمساويين واحتلوا أماكن كثيرة حتى إحتلوا بلغراد وصارت صوفيا وحتى أدرنة مهددتين. خرج السلطان سليمان بنفسه لقيادة الجيش لكن الوزراء المتهيبين للموقف أجبروه على العودة بعد الوصول لصوفيا.
ضغط شيخ الإسلام على السلطان لتعيين «كوبرلو فاضل مصطفى باشا» كصدر أعظم باعتباره الشخص الوحيد القادر على وقف النمساويين. وبالفعل فإن الباشا نجح خلال فترة وجيزة في إجبار الجنود على طاعة الأوامر وعين قادة أكفاء يثق بهم في المناصب القيادية وأجرى تعديلات هامة في نظام جمع الجزية وأنقذ مالية الدولة من الانهيار، كما أنه عمل على استمالة مسيحيي الصرب بالثمار والتعويضات اللازمة عن حالة الحرب.
خرج مصطفى باشا لقيادة الجيش بنفسه وحقق نجاحاً واضحاً واستطاع استعادة بلغراد. وتجهز الباشا لحملة في العام التالى لإسترداد المجر. لكن توفى السلطان سليمان بعد خروج مصطفى باشا لحملته الثانية بقليل. وتولى مكانه أخيه أحمد الثاني.

## معرض صور

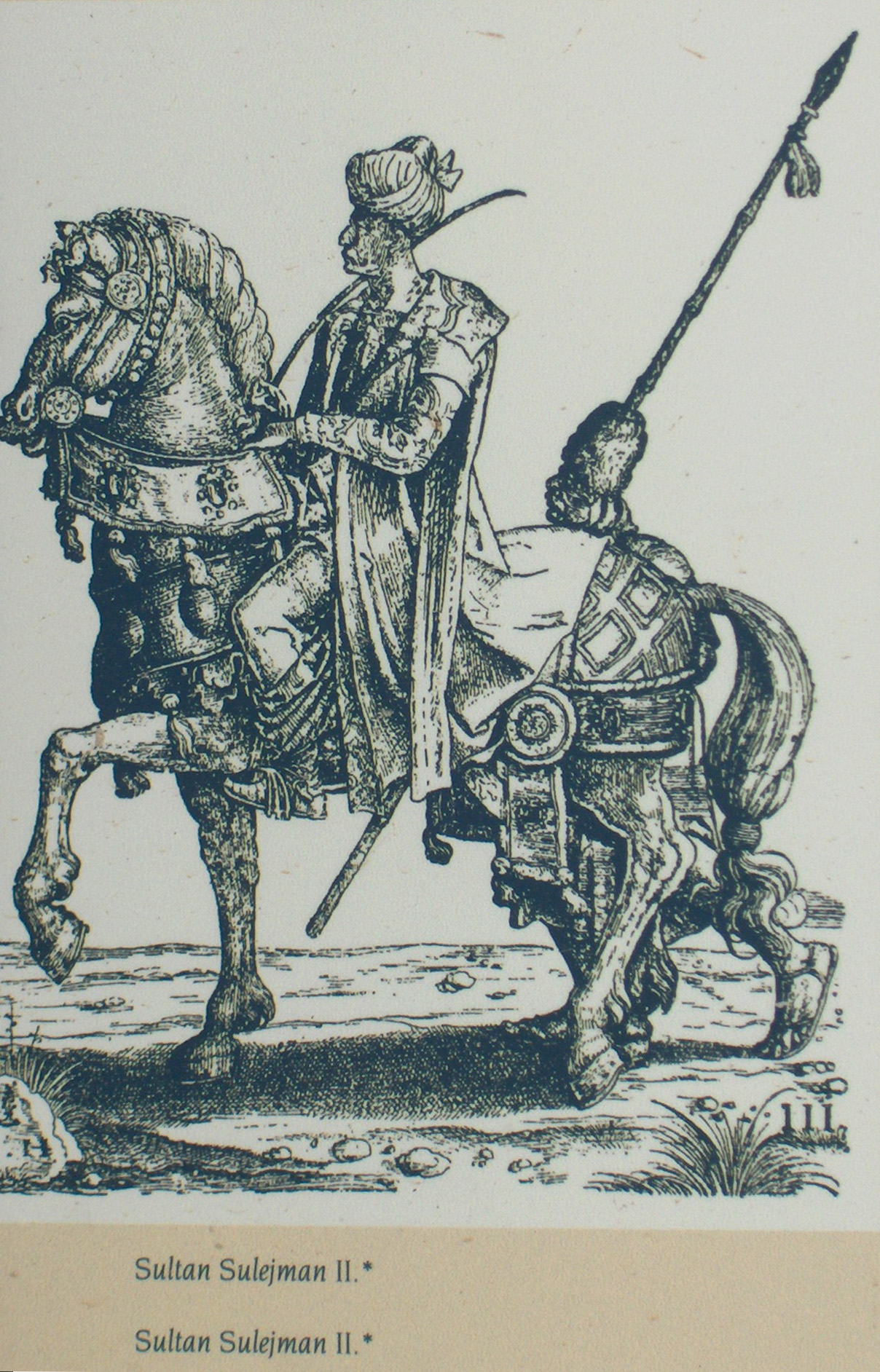
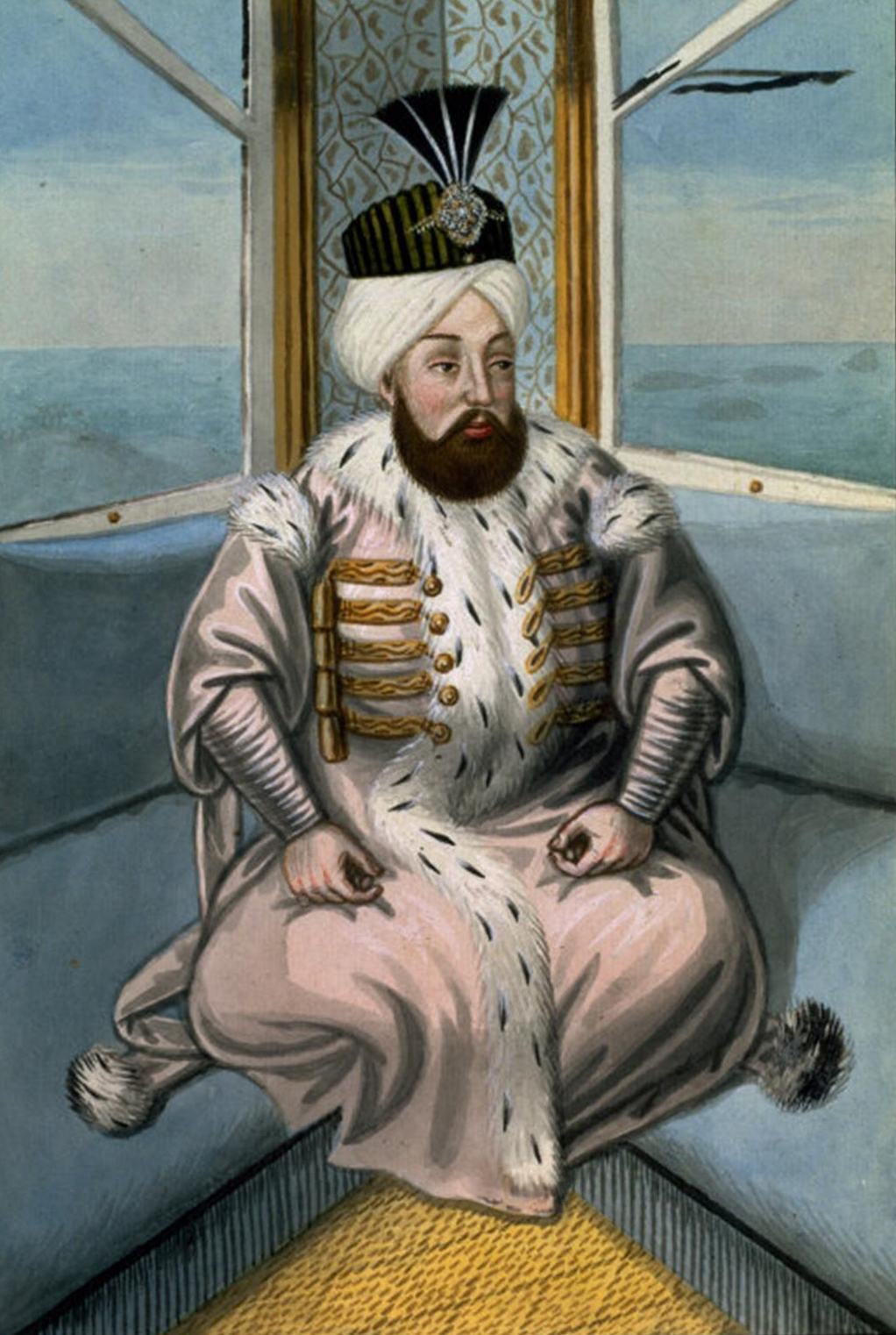
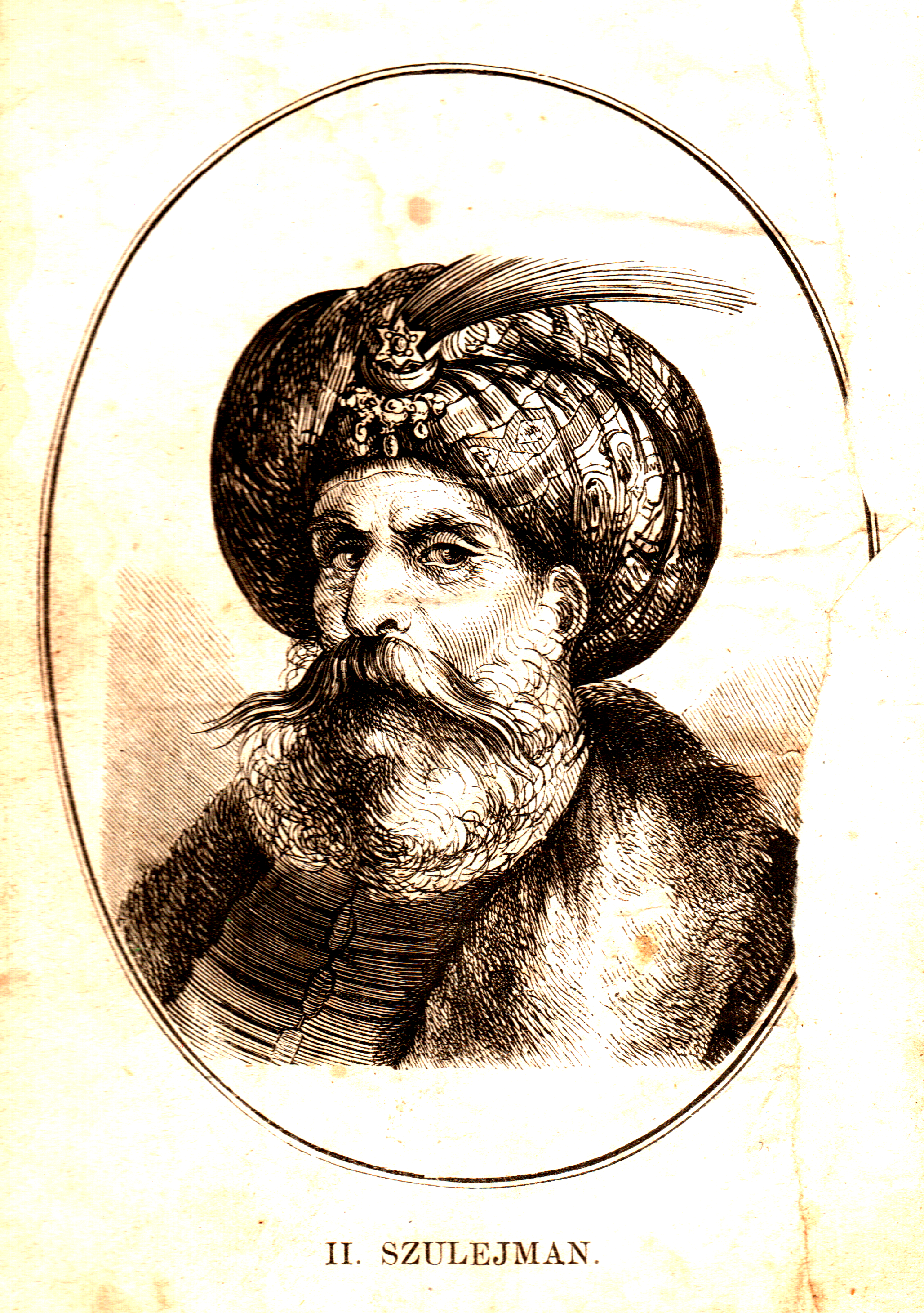
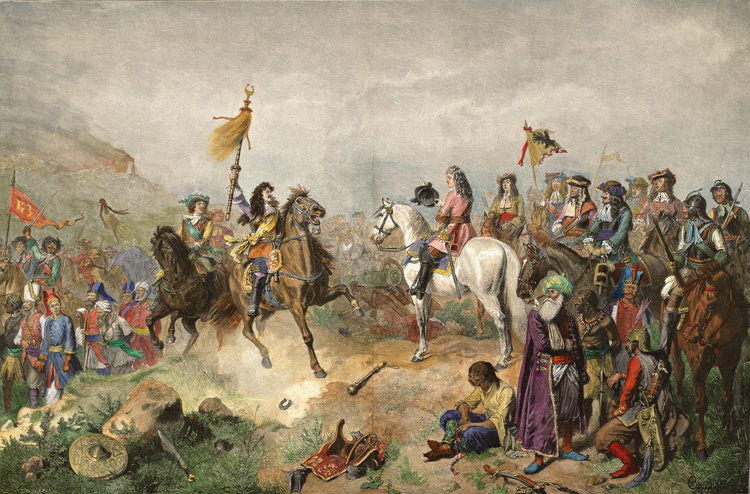
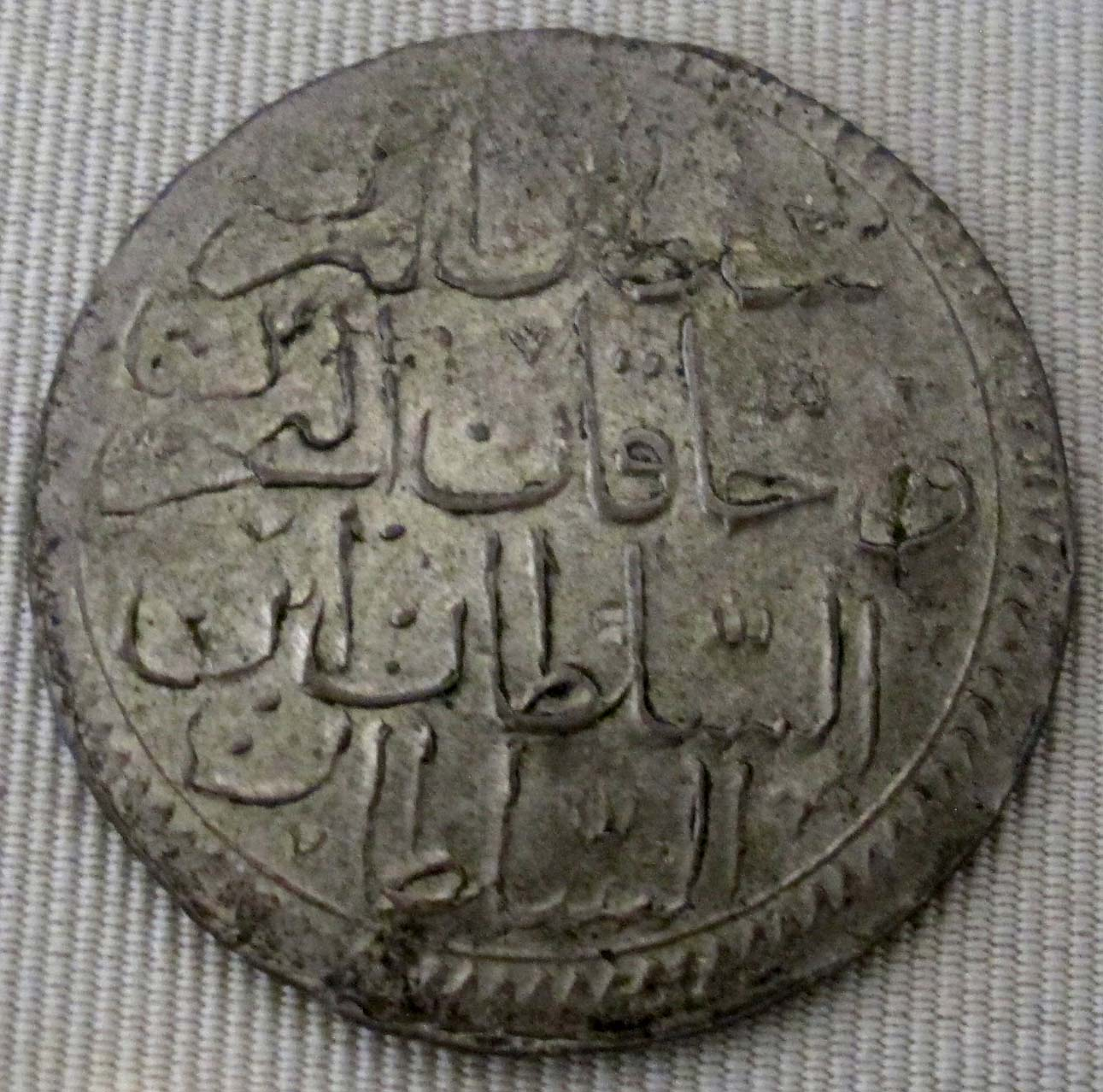
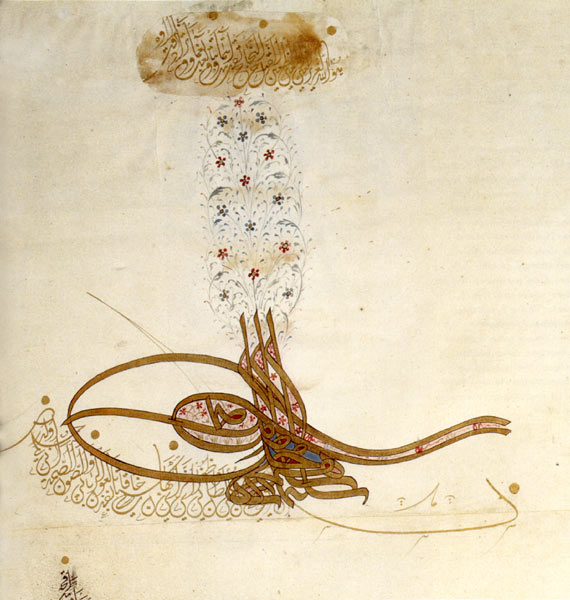